# Sangala toxicrata
Sangala toxicrata är en fjärilsart som beskrevs av Druce 1893. Sangala toxicrata ingår i släktet Sangala och familjen mätare. Inga underarter finns listade.